# Mr. Taxi
Mr. Taxi ist ein Lied der südkoreanischen Mädchengruppe Girls’ Generation aus dem Jahr 2011. Es wurde am 27. April 2011 als Single MR. TAXI / Run Devil Run veröffentlicht. Dabei handelt es sich nach „Genie“ und „Gee“ um die dritte japanische Single der Gruppe.

## Veröffentlichung
Die Single MR.TAXI / Run Devil Run sollte ursprünglich am 13. April 2011 veröffentlicht werden. Doch aufgrund des Tōhoku-Erdbebens und seinen Folgen, wurde die Veröffentlichung um zwei Wochen verschoben. Außerdem entschied sich S.M. Entertainment einen Teil des durch die Single zustande kommenden Umsatzes an das Japanische Rote Kreuz zu spenden.
Die Single wurde von Nayutawave Records in drei verschiedenen Editionen veröffentlicht: Normal Edition, Limited Pressing und Deluxe First Press Limited Edition. Beiden Letzteren liegt eine DVD und ein Fotobuch bei. Zudem hat die Deluxe First Press Limited Edition ein anderes Cover und ihr liegt eine Sammelkarte bei. „Mr. Taxi“ ist das erste Lied von Girls’ Generation, das nicht, wie zuvor „Genie“, „Gee“ und „Run Devil Run“, erst auf Koreanisch, sondern gleich auf Japanisch veröffentlicht wurde.
Um die Single zu bewerben, wurde am 9. April 2011 erstmals das japanische Musikvideo zu „Run Devil Run“ ausgestrahlt. Bereits im Januar wurde eine japanische Version des Liedes veröffentlicht.

## Musikstil und Inhalt
Bei „Mr. Taxi“ handelt es sich um einen Dance-, Synthie- und J-Pop-Song. Das Lied ist in japanischer Sprache gesungen, mit einigen englischen und koreanischen Ausdrücken.

## Titelliste der SingleMR.TAXI / Run Devil Run
| Nr. | Titel                              | Songschreiber                                                            | Länge |
| --- | ---------------------------------- | ------------------------------------------------------------------------ | ----- |
| 1   | Mr. Taxi                           | Allison Veltz, Paolo Prudencio, Charles M. Royc, Scott Pearson Mann, STY | 3:36  |
| 2   | Run Devil Run (japanische Version) | Alex James, Busbee, Kalle Engström, Kanata Nakamura                      | 3:22  |

## Musikvideo und Choreografie
Das Musikvideo wurde am 12. und 13. April 2011 aufgenommen. Regie führte Hideaki Sunaga (須永秀明). Am 22. April um 4:50 Uhr japanischer Zeit zeigte der Fernsehsender Mezamashi TV erstmals Ausschnitte aus dem Musikvideo zu „Mr. Taxi“. Schließlich wurde eine Tanzversion des Musikvideos am 26. April von Universal Music Japan über YouTube veröffentlicht. Am 28. April wurde das „normale“ Musikvideo im Fernsehen ausgestrahlt, das nur geringe unterschiede zur Tanzversion aufweist.
In dem Video tragen die neun Bandmitglieder gelb-schwarze Kostüme, die an Taxifahrer erinnern sollen.
Das Musikvideo und vor allem die Choreografie erhielten viel Lob. Die Choreografie zu dem Lied stammt von Rino Nakasone.

## Live-Auftritte
Ihren ersten Live-Auftritt von „Mr. Taxi“ hatten Girls’ Generation am 13. Mai 2011 in der japanischen Musiksendung Music Station von TV Asahi. Die Gruppe führt das Lied auf ihrer 2. Asientournee (2011 Girls’ Generation Tour), die am 23. Juli 2011 in Seoul begann, in koreanischer Sprache auf.

## Kommerzieller Erfolg
Direkt nach der Veröffentlichung erreichte das Lied Platz 1 der Klingelton-Charts von Recochoku in Japan. Zudem erreicht „Mr. Taxi“ Platz 1 der Echtzeit-Download-Charts des südkoreanischen Musikportals Bugs!. Das Lied erreichte Platz eins der Billboard Japan Hot 100. In die südkoreanischen Mnet-Charts erreichte das Lied Platz 10.

### Chartplatzierungen
| ChartsChartplatzierungen | Höchstplatzierung | Wochen |
| ------------------------ | ----------------- | ------ |
| Südkorea (KMCA)          | 9 (15 Wo.)        | 15     |

| ChartsChartplatzierungen | Höchstplatzierung | Wochen |
| ------------------------ | ----------------- | ------ |
| Südkorea (KMCA)          | 18 (5 Wo.)        | 5      |
| Japan (Oricon)           | 2 (35 Wo.)        | 35     |

### Auszeichnungen für Musikverkäufe
| Land/Region  | Auszeichnungen für Musikverkäufe (Land/Region, Auszeichnung, Verkäufe) | Verkäufe |
| ------------ | ---------------------------------------------------------------------- | -------- |
| Japan (RIAJ) | Gold (Standard) · + Diamant (Digital) · + 2× Platin (Klingelton)       | 600.000  |
| Insgesamt    | 1× Gold · 2× Platin · 1× Diamant ·                                     | 600.000  |